# Islandia en los Juegos Olímpicos de Calgary 1988
Islandia estuvo representada en los Juegos Olímpicos de Calgary 1988 por tres deportistas, dos hombres y una mujer, que compitieron en dos deportes.
El portador de la bandera en la ceremonia de apertura fue el esquiador de fondo Einar Ólafsson. El equipo olímpico islandés no obtuvo ninguna medalla en estos Juegos.